# Cuisine des États fédérés de Micronésie
La cuisine micronésienne comprend celle des États fédérés de Micronésie en Océanie.

## Aliments
Traditionnellement, la cuisine des villages micronésiens s'alimente des fruits de la terre et de la mer : poisson, crabe de mangrove ou de cocotier, bananes plantains, de l’arbre à pain, du taro et de l’igname. Le fruit à pain, dont la texture ressemble à ceux des féculents, est souvent utilisé. Les Micronésiens le concoctent notamment en salade avec de la viande, haricots, concombres, oignons, tomates et choux. 
Le poisson est bien évidemment beaucoup cuisiné aussi, très souvent consommé cru. La noix de coco entre dans la composition de nombreux plats. La viande la plus courante est le poulet. Celui-ci ainsi que le porc sont en général réservés aux banquets familiaux. La consommation de viande de chien est attestée à Pohnpei.

## Histoire
L'influence américaine à partir de la fin de la Seconde Guerre mondiale a introduit en Micronésie le corned-beef, le poulet frit, les hot-dogs, les hamburgers et le Coca-Cola.

## Spécialités

### Mets
- Épinards au lait de coco[3].
- Kadum pica : le plat de poulet micronésien consiste en du poulet trempé dans du jus de citron, puis mariné dans de la bière, sauce soja, oignons et ail pendant au moins trois heures[2]. Il existe aussi une variante pimentée[3].

- Marinade pour viande et poisson[3].
- Poulet au citron et à la bière[3].
- Poulet fafa – Poulet aux épinards et lait de coco[3].
- Salade verte micronésienne[3].

### Boissons
Le sakau, variante locale du kava polynésien, est consommé en Micronésie seulement par les habitants des îles de Pohnpei et de Kosrae, est tiré de la racine pilée d’une espèce de poivrier. De texture gluante, au goût de terre, il anesthésie les papilles, provoquant comme un léger picotement que les Pohnpéiens affirment euphorisant. Les Micronésiens fabriquent aussi le tuba, un alcool de sève de cocotier.